# Antoni Amorós i Andreu
Antoni Amorós i Andreu (Barcelona, 7 de febrer de 1930 - Barcelona, 4 de desembre de 1989) fou un futbolista català de la dècada de 1950.

## Trajectòria
Fou futbolista del FC Barcelona Amateur, guanyant el Campionat d'Espanya el 1948-49, i arribant a disputar partits no oficials amb el primer equip. Posteriorment jugà a clubs modestos catalans com la UA Horta, la UE Sants i el CF Reus Deportiu. Fou president de l'Agrupació Barça Jugadors l'any 1989.